# Юань, Эрик
Эрик С. Юань (кит. упр. 袁征, пиньинь Yuán Zhēng, англ. Eric S. Yuan; род. 20 февраля 1970, Тайань, Шаньдун, Китай) — китайско-американский миллиардер, генеральный директор и основатель компании Zoom Video Communications, в которой ему принадлежит 22 %.

## Ранние годы
Эрик Юань родился 20 февраля 1970 года и вырос в семье горных инженеров в Тайане (провинция Шаньдун) на востоке Китая. В четвёртом классе Юань начал собирать строительные отходы, чтобы утилизировать медь за наличные.
Будучи студентом первого курса в 1987 году, он задумался о внедрении инноваций для видеотелефонии, на этот поступок его сподвигло желание навестить возлюбленную, не тратя десять часов на поездки в поезде. Он получил степень бакалавра по специализации прикладная математика в Шаньдунском университете науки и технологии и степень магистра в области горного дела в Китайском университете горного дела и технологии. Также Юань учился на исполнительной программе по управлению бизнеса в Стэнфордском университете и получил степень MBA в школе в 2006.

## Карьера
Через четыре года, после окончания университета Юань работал в Японии. Вдохновлённый Биллом Гейтсом, который выступал в Японии в 1994 году, он переехал в Кремниевую долину в 1997 году, чтобы присоединиться к технологическому буму. В то время Юань немного говорил по-английски и подавал заявление на американскую визу девять раз.
После прибытия в США Юань присоединился к WebEx, стартапу для проведения видеоконференций. Компания была приобретена Cisco Systems в 2007 году; в это время он стал вице-президентом по разработке программного обеспечения. В 2011 году Юань представил руководству Cisco новую систему видеоконференций, удобную для смартфонов. Когда идея была отклонена, Юань покинул Cisco, чтобы основать свою собственную компанию Zoom Video Communications.
В 2019 году Zoom стал публичной компанией благодаря первичному публичному размещению акций, в это время Юань стал миллиардером.
В марте 2021 года стало известно (из отчетности Zoom Video Communications Комиссии по ценным бумагам и биржам США), что Юань передал 40 % принадлежащих ему акций Zoom на 6 млрд долл. двум лицам, личность которых не раскрывается.

## Личная жизнь
Юань женился в 22 года, когда он был студентом магистратуры в Китайском университете горного дела и технологий. У них родилось трое детей. Живут в Санта-Кларе (штат Калифорния).